# Tadeusz Sawa-Borysławski
Tadeusz Sawa-Borysławski (ur. 14 marca 1952 we Wrocławiu) – polski architekt i grafik, autor instalacji, nauczyciel akademicki.

## Wykształcenie
Absolwent Wydziału Architektury Politechniki Wrocławskiej (1971 – 1976). W roku 2012 uzyskał stopień doktora nauk technicznych. Od 1984 roku projektuje we własnej pracowni.

## Pełnione funkcje
W latach 1979–1990 był redaktorem miesięcznika Mój Dom (Wydawnictwo Sigma-NOT, Warszawa). Od 1988 był tamże zastępcą redaktora naczelnego po czym awansował na redaktora naczelnego miesięcznika Mój Dom. W okresie 2003–2008 prowadził w Poznaniu Pracownię Komunikacji Wizualnej na Wyższej Szkole Sztuki Stosowanej, a następnie na Wydziale Artystycznym Wyższej Szkoły Umiejętności Społecznych. Wykładał na Wydziale Dziennikarstwa i Komunikacji Społecznej Uniwersytetu Wrocławskiego i Studium Generale Uniwersytetu Wrocławskiego. Od 2013 pracuje we Wrocławskim Centrum Badań EIT+ (European Institute of Technology). Pisze artykuły o tematyce artystycznej z zakresu designu i o tematyce architektonicznej do czasopism i wydawnictw artystycznych oraz architektonicznych (Arteon, Format, Artluk, Odra, Sztuka, Architektura, Architektura & Biznes, Review of Contemporary Art Centres and Museums - CoCAin i in.)

## Twórczość
Tadeusz Sawa-Borysławski zajmuje się projektowaniem architektonicznym i graficznym. W jego pracowni powstało wiele projektów budynków mieszkalnych, użyteczności publicznej oraz przemysłowych - głównie we Wrocławiu. W konkursach: Najpiękniejszy Budynek Wrocławia, Piękny Wrocław i innych uzyskał kilkanaście nagród. W polskich i międzynarodowych konkursach otrzymywał nagrody za projekty plakatów (II Międzynarodowe Biennale Architektury w Krakowie, 1987; Kino Hiszpańskie, 1989; I Love Metropolis, 1989; Vereinigung der Deutschen Plastischen Chirurgen, 1990; Litho AG, 1990; Piękna Lucynda, 1993; Ars Erotica, 1994). Przekrojową wystawę swojej twórczości graficznej zaprezentował w 1997 r.  w Galerii Design BWA we Wrocławiu. Równolegle zajmuje się działalnością artystyczną. Od 1987 jest związany z galerią Foto-Medium-Art. Od tego też roku pod nazwą Geometrie Chaosu bada środkami artystycznymi problematykę ładu i chaosu w przestrzeni. Są to studia rysunkowe i fotograficzne, montaże fotograficzne, projekty instalacji, form przestrzennych, kilimów w seriach: Wybuchy, N (Nantes), FR, Praha, Widmo Wenecji, Fantom Florencji, Archilimy.

## Odznaczenia
W roku 1991 odznaczony medalem: Zasłużony dla Miasta Wrocławia.

## Wystawy indywidualne
- 1982, Środowisko Plastyczne Dziecka, BWA, Piła
- 1987, Sen (instalacja), Galeria Foto-Medium-Art, Wrocław
- 1987, Forma w przestrzeni, Galeria „M” Muzeum Architektury, Wrocław
- 1988, Kamień na kamieniu, Galeria SARP - Rynek, Poznań
- 1991, Grafika TSB, Galeria  Na Półkolu Klubu Dziennikarza, Wrocław
- 1991, I love Metropolis, Galeria Klubu Dziennikarza, Wrocław
- 1992, Europa, Galeria Pod Plafonem, Wrocław
- 1994, TSB - Plakat, Galeria Pod Plafonem, Wrocław
- 1995, Grafika muzyczna, Galeria Filharmonii, Wrocław
- 1997, Tadeusz Sawa-Borysławski - grafik designer, Galeria Design BWA, Wrocław
- 2005, Geometrie chaosu – dystans, Muzeum Architektury, Wrocław
- 2006, Archilim - geometrie chaosu, Galeria Okno, Słubice
- 2007, Tadeusz Sawa-Borysławski – geometrie chaosu, Galeria Grafiki Biblioteki Sztuki (Artoteka), Uniwersytet, Zielona Góra
- 2007, Archilimy - przestrzenie chaosu, Galeria pARTer, Kłodzko
- 2008, Geometries of Chaos / archilim, Galeria Foto-Medium-Art, Kraków
- 2008, Geometrie chaosu, Galeria Miejska BWA, Tarnów
- 2009, Poelzig I – Poelzig II – Poelzig III, Muzeum Architektury, Wrocław
- 2010, Archilim, pokaz w A38, Wrocław
- 2014, Archilim – geometries of Chaos, Galeria Sokolská 26, Ostrawa, Czechy,

## Instalacje i prezentacje grupowe
- 1998, Siedem wymiarów - historia naturalna szkicu, Galeria Entropia, Wrocław, (instalacja multimedialna z Rafałem Augustynem)
- 1999, Obraz na pozór, na pozór – obraz, Muzeum Miejskie Arsenał, Wrocław (instalacja multimedialna z Jerzym Olkiem i Rafałem Augustynem w ramach 34. Festiwalu Wratislavia Cantans)
- 2007, Widmo Wenecji (z Bogusławem Michnikiem i Jerzym Olkiem), ISBN 978-83-88152-85-6
- 2008, Fantom Florencji (z Tadeuszem Różewiczem oraz Bogusławem Michnikiem i Jerzym Olkiem), ISBN 978-83-88152-97-9

## Wybrane wystawy zbiorowe
- 1991, The 3rd International Poster Triennial in Toyama (Japonia)
- 2000, II Biennale Fotografii - Arsenał (pokaz multimedialny: z Rafałem Augustynem, Jackiem Lalakiem, Jerzym Olkiem, Wiesławem Śmigielskim), BWA Arsenał, Poznań
- 2004, 8ème Quinzaine Photographique, Nantes (Francja)
- 2007, 30th Anniversary Show, Foto-Medium-Art, Kraków
- 2008, TERAZ - artyści galerii Foto-Medium-Art, CS Elektrownia, Radom

## Kolekcje
Prace w zbiorach: Muzeum Karykatury - Warszawa, Galeria BWA Awangarda - Wrocław, Art Departament University of Connecticut (USA), Artoteka - Uniwersytet Zielonogórski, Galeria ef - Gierałtów, zbiory prywatne.